# Ischnus virginalis
Ischnus virginalis là một loài tò vò trong họ Ichneumonidae.